# Papilio thersites
Espèce
Papilio thersites ou Machaon de Thersite est une espèce d'insectes lépidoptères qui appartient à la famille des Papilionidae, à la sous-famille des Papilioninae et au genre Papilio.

## Systématique
Papilio thersites a été décrit par l'entomologiste danois Johan Christian Fabricius en 1775. La localité type est l'Amérique.
Le nom Papilio thersites Fabricius, 1775 a pour synonymes :
- Papilio palamedes Fabricius, 1775, nom préoccupé par Drury, 1773 ;
- Papilio acamas Fabricius, 1793 .

L'espèce est parfois appelée Heraclides thersites par les auteurs qui traitent Heraclides comme un genre et non comme un synonyme de Papilio.

## Noms vernaculaires
Papilio thersites se nomme en anglais Thersites swallowtail ou false Androgeus swallowtail.

## Écologie et distribution
Papilio thersites est endémique de Jamaïque,. 